# Jerzy Axer
Jerzy Axer (ur. 18 kwietnia 1946 r. w Łodzi) – polski filolog klasyczny, wykładowca Uniwersytetu Warszawskiego, od 2022 członek rzeczywisty Polskiej Akademii Nauk.

## Życiorys
Syn Erwina Axera, znanego polskiego reżysera teatralnego, wychowanego we Lwowie, i Bronisławy z Kreczmarów – przedstawicielki warszawskiej rodziny nauczycielskiej. Żonaty z Anną Axer. Absolwent VI Liceum Ogólnokształcącego im. Tadeusza Reytana w Warszawie (1964).

### Kariera naukowa i tytuły
- magisterium z zakresu filologii klasycznej, Uniwersytet Warszawski, 1969 r.
- stopień naukowy doktora nadany na podstawie rozprawy doktorskiej pt. Georgius Ticinius – humanista i dyplomata, Uniwersytet Warszawski, 1972 r.
- stopień doktora habilitowanego nadany na podstawie rozprawy habilitacyjnej pt. Styl i kompozycja mowy Cycerona „Pro Q. Comoedo” (Wrocław, 1975 r., Warszawa, 1980 r.) oraz krytycznego wydania tej mowy (łac. Oratio pro Q. Roscio Comoedo) w  Bibliotheca scriptorum Graecorum et Romanorum Teubneriana(inne języki), 1976 r.
- tytuł profesora nauk humanistycznych: 1986 r.[4]

### Członkostwo w towarzystwach naukowych
Członek rzeczywisty Polskiej Akademii Nauk (2022). Członek z wyboru wielu towarzystw naukowych, polskich i zagranicznych, m.in. Polskiej Akademii Umiejętności (PAU), Polskiego Towarzystwa Filologicznego (PTF, prezes 1992–2001), Towarzystwa Naukowego Warszawskiego (TNW), International Society for the History of Rhetoric (wiceprzewodniczący 1997–1999, przewodniczący 1999–2001, past-president 2001–2003), Academia Europaea (Londyn, od 1993), Academia Latinitati Fovendae (Rzym, od 1990). Członek honorowy Collegium Invisibile.

### Zainteresowania naukowe
Początkowo zajmował się krytyką tekstu, przede wszystkim na przykładzie twórczości Cycerona. Od czasów studenckich łączył jednak latynistykę z zainteresowaniami historią nowożytną, w tym teatrem jezuickim, dziejami dyplomacji, a także edytorstwem źródeł historycznych. Kieruje obecnie międzynarodowym programem edycji źródeł historycznych: Corpus epistularum Ioannis Dantisci, któremu patronuje International Academic Union.
Przedmiotem jego zainteresowania jest również obecność i funkcja tradycji antycznej w wielkich dziełach literackich – Jana Kochanowskiego, Adama Mickiewicza, Henryka Sienkiewicza.
W jego twórczości naukowej ważną rolę odgrywa problematyka widowisk w świecie antycznym i nowożytnym. Interesują go także przemiany klasycznego kanonu w czasach najnowszych. Od lat dziewięćdziesiątych zajmuje się jednak przede wszystkim recepcją kultury antycznej w kulturach narodowych i regionalnych Europy Środkowowschodniej, kierując międzynarodowymi programami badawczymi, m.in. „Łacina w Polsce. Teksty literackie i dokumenty z Europy Środkowowschodniej” (z udziałem uczonych ukraińskich, białoruskich, litewskich, włoskich, niemieckich i polskich; wyniki programu opublikowane zostały w zeszytach naukowych „Łacina w Polsce”, t. 1–12, 1995–1998) oraz „Respublica Polonorum a Respublica Litteraria Europaea”, również z udziałem badaczy wschodnioeuropejskich.

### Działalność organizatorska
Na fali ruchu pierwszej „Solidarności” został wybrany prodziekanem, a następnie dziekanem Wydziału Polonistyki UW (1980–87). Wkrótce potem (1991) utworzył w Uniwersytecie Warszawskim centrum interdyscyplinarnych badań humanistycznych – Ośrodek Badań nad Tradycją Antyczną w Polsce i Europie Środkowo-Wschodniej na Uniwersytecie Warszawskim (od roku 2008 Instytut Badań Interdyscyplinarnych „Artes Liberales”, od roku 2012 Wydział „Artes Liberales”) i powołał organizacyjnie z nim związaną nową formę studiów humanistycznych – Kolegium Międzywydziałowych Indywidualnych Studiów Humanistycznych (1992), próbując stworzyć środowisko zdolne do łączenia wysokiej klasy badań naukowych z dydaktyką przywracającą między studentem a profesorem relacje mistrz – uczeń. 10 grudnia 2008 na mocy porozumienia z Fundacją „Instytut Artes Liberales” i Uniwersytetem Warszawskim powołał do życia Collegium Artes Liberales, będące jedyną w Europie Wschodniej placówką szkolnictwa wyższego nawiązującą do tradycji edukacji liberalnej, ugruntowanej w amerykańskich college’ach. Stanął na jego czele. Sprawuje funkcję Prezydenta Rady Fundacji „Instytut Artes Liberales”.

## Odznaczenia
- Krzyż Złoty Orderu Feniksa (Grecja, 1996)[10]
- Krzyż Kawalerski Orderu Odrodzenia Polski (1998)[10]

## Publikacje
Wybrana bibliografia:
- M.T. Cicero, Pro Roscio Comoedo, oprac. Jerzy Axer, Bibliotheca Teubneriana, Leipzig 1976
- Jerzy Axer, The Style and Composition of Cicero’s Speech „Pro Roscio Comoedo”, przeł. Joanna Holzman, Warszawa 1980
- Joannes Joncre, Tragoedia Boleslaus Secundus Furens, oprac. Jerzy Axer, Wrocław 1972
- Georgii Ticinii ad Martinum Cromerum epistulae, oprac. Jerzy Axer, Wrocław 1978
- Georgii Ticinii ad principes Radziwiłł epistulae, oprac. Jerzy Axer, Wrocław 1980
- Polski dyplomata na papieskim dworze: wybór listów Jerzego z Tyczyna do Marcina Kromera, tł., wstęp i oprac. Jerzy Axer, Warszawa 1982
- Españoles y polacos en la corte de Carlos V. Cartas del embajador Juan Dantisco, red. Antonio Fontán, Jerzy Acer, Madrid 1994
- J. Kochanowski, Dzieła wszystkie. T. 2: Treny (współautor komentarza), Wrocław 1983
- Jerzy Axer, Filolog w teatrze, Warszawa 1991
- Z Rzymu do Rzymu (koncepcja i redakcja naukowa z M. Bokszczanin), Warszawa 2002
- Rhetoric of Transformation (koncepcja i redakcja naukowa), Warszawa 2003
- Łacina jako język elit (koncepcja i redakcja naukowa), Warszawa 2004
- Jerzy Axer, „Présentation. Une République aux confins de l’Europe”, w: Adam Mickiewicz, Les Slaves. Cours du Collège de France 1842, Paris 2005
- Jerzy Axer, „The Classical Tradition in Central-Eastern Europe”, w: Companion to the Classical Tradition, London 2007
- Po co Sienkiewicz (koncepcja i redakcja naukowa wraz z T. Bujnickim), Warszawa 2007

## Nagrody
- Nagroda imienia Stefanii Światłowskiej od VI Liceum Ogólnokształcącego im. Tadeusza Reytana w Warszawie[11].